# Verbindungskommando
Ein Verbindungskommando (VKdo) ist ein Truppenteil der Bundeswehr, dem das Halten von Verbindungen zu anderen militärischen oder zivilen Institutionen obliegt.
Ein Verbindungskommando kann für kurze Zeit gebildet werden oder eine dauerhafte Einrichtung sein. Auch die Personalstärke ist unterschiedlich. Unter Umständen besteht das Verbindungskommando nur aus einem Soldaten, meistens einem Stabsoffizier, dem sogenannten Verbindungsoffizier. Oft wird jedoch eine Stärke gewählt, die einen Schichtdienst zulässt.
Im rein militärischen Umfeld gibt es beispielsweise Verbindungskommando zwischen zwei nebeneinander kämpfenden Divisionen und ein deutsches Verbindungskommando in den USA (Kommandodienststelle) zu den dortigen Streitkräften.
Die Zivil-Militärische Zusammenarbeit obliegt den Landeskommandos, welche die Verbindung zur Regierung ihres jeweiligen Bundeslandes halten und denen Bezirks- und Kreisverbindungskommandos für die Ebene der Regierungsbezirke bzw. Landkreise unterstellt sind.

## Bezirks- und Kreisverbindungskommando
Als Teileinheiten der Landeskommandos sind entsprechend den föderalen Strukturen 31 Bezirks- (BVK) und 415 Kreisverbindungskommandos (KVK) aufgestellt.
Die in den Regierungsbezirken, Kreisen und kreisfreien Städten aufgestellten Verbindungskommandos sind ausschließlich mit ortsansässigen Reservisten besetzt. Der Leiter des BVK/KVK und sein Stellvertreter leisten ihren Dienst in einem Reservewehrdienstverhältnis gemäß Abschnitt 2 des Reservistengesetzes.
Jedes Verbindungskommando umfasst 12 Dienstposten, so dass hier insgesamt rund 5.300 Reservisten, davon 3.500 Offiziere, die Aufgaben in den Kommandos wahrnehmen. Der Leiter des Kommandos ist der Beauftragte der Bundeswehr für die Zivil-Militärische Zusammenarbeit (BeaBwZMZ) im Dienstgrad eines Obersts d. R./Kapitäns zur See d. R. (BVK) oder Oberstleutnants d. R./Fregattenkapitäns d. R. (KVK).
Zwei der 12 Dienstposten besetzen Sanitätssoldaten, die in das BVK/KVK integriert, aber beim Sanitätsdienst der Bundeswehr beordert sind und dort ausgebildet werden.
Dies sind der Beauftragte Sanitätsstabsoffizier für die Zivil-Militärische Zusammenarbeit im Gesundheitswesen (SanStOffzSenMgr) im Dienstgrad eines Oberstarztes d. R./Flottenarztes d. R. (BVK) oder Oberfeldarztes/Flottillenarztes (KVK), bzw. Apotheker und Veterinäre im entsprechenden Dienstgrad und ein Sanitätsfeldwebel (SanFw Ass FüMgmt GesVers) im Dienstgrad Oberstabsfeldwebel (BVK) und Feldwebel bis Stabsfeldwebel (KVK).
Die Verbindungskommandos beraten im Fall einer Großschadenslage oder Katastrophe die zivilen Katastrophenschutzstäbe über Möglichkeiten und Grenzen der Unterstützung durch die Bundeswehr. Sie übertragen die zivilen Schadenslagen in ein militärisches Lagebild und führen das Lagebild der eingesetzten Bundeswehrkräfte. Die zivilen Unterstützungsforderungen nehmen sie auf und melden sie an das Landeskommando.
Ihnen obliegt die Teilnahme an den Sitzungen des Katastrophenschutzstabes zur aktuellen Lage und zu den operativen Folgeplanungen, Absichten und Schwerpunkten der Gefahrenabwehr. Die Verbindungskommandos melden das Lagebild und die operativen Folgeplanungen, Absichten und Schwerpunkte des leitenden zivilen Katastrophenstabes an das Landeskommando. Auch erforderliche Verlegungen von eingesetzten Bundeswehrkräften sowie Bedarf an zusätzlichen Kräften werden weitergemeldet. Die BVKs und KVKs halten auch die Verbindung zu den eingesetzten Truppenteilen.
Durch die Verbindungskommandos wird das Lagezentrum des Landeskommandos über die Lage der Bundeswehrkräfte informiert. Die Mitglieder des Verbindungskommandos unterstützen organisatorische Maßnahmen zur Unterbringung und Verpflegung von herangeführten Bundeswehrkräften.